# Hydropisphaera pachyderma
Hydropisphaera pachyderma är en svampart som först beskrevs av Rossman, och fick sitt nu gällande namn av Rossman & Samuels 1999. Hydropisphaera pachyderma ingår i släktet Hydropisphaera och familjen Bionectriaceae.   Inga underarter finns listade i Catalogue of Life.